# インプラントの光機能化
インプラントの光機能化（インプラントのひかりきのうか）とは、二酸化チタンの性質を応用し、歯科または整形外科用の各種インプラントを、使用前に、一定条件下の光で処理することによって、インプラントが骨と接着する骨結合（オッセオインテグレーション）能力を高めることができる、とされるもの[1][2]。UCLA（カリフォルニア大学ロサンゼルス校）歯学部の小川隆広教授により提唱された[3]。

## 科学的根拠と効果
光機能化は、方法論的には、波長、強度、時間が最適化された複数の紫外線領域の光で処理する技術とされ、処理されたチタン表面あるいはインプラント表面は、水が流れない状態、いわゆる、疎水性から、水が直ちに広がる状態、すなわち超親水性へと変化する（図1参照）。

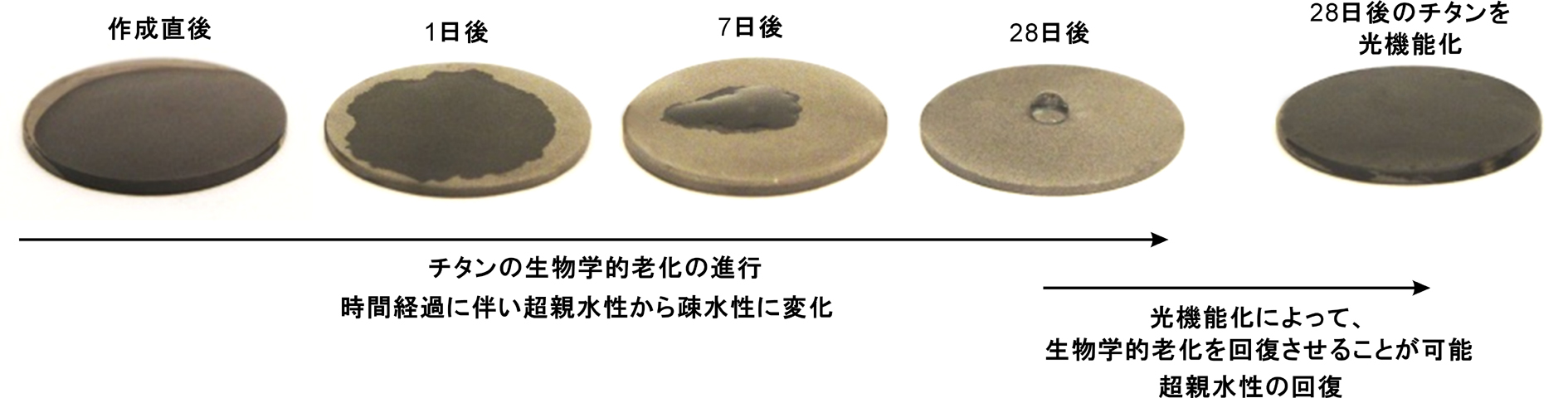
図1

図1 チタンに見られる生物学的老化に伴う親水性の低下、そして、光機能化による超親水性の再生。チタンディスクに10ミクロンリットルの水を滴下したときの写真。作成直後には超親水性を示すチタン表面は、時間経過に伴い、徐々にその能力を失い、28日後には、疎水性と変化する。しかし、消失した親水性は、光機能化を施すことによって再び発現する。
インプラント治療とは、虫歯や歯周病などで歯を失った後、あるいは関節疾患や骨折の後に行う治療の総称で、チタン製のインプラントを該当する骨の部位に埋入し、そのインプラントが再建のためのアンカー（支柱）の役割を担う。例えば、デンタルインプラントの場合、あごの骨に埋入されたインプラントが周囲の骨と接着するのを待ってから、その上に歯を作成する。整形外科の関節再建の目的のインプラントであれば、片側に人工関節がついており、骨側に埋入される対側のインプラント部分が骨と接着し、安定していなければ、人口関節は機能することができない。従って、インプラントと骨が、いかに強固に接着するか、換言すると、いかに強い骨結合をもたらすかが、これらの治療法の成功の鍵を握る。
光機能化されたインプラントには、処理されていないものに比べて、骨形成を担う細胞（骨芽細胞）や必要なたんぱく質が早く付着し、周囲の骨の形成を早めることがわかっている（図2参照）[4-9]。
インプラントへの骨の接着様式に関して、これまで常識であった包囲率が45－65％の状態を骨結合と呼ぶのに対し、光機能化されたインプラント周囲に骨が形成される様式は、包囲率が近似100％とに達することから、超結合（スーパーオッセオインテグレーション）と定義されている[1][2][6][10-13]。また、骨結合の過程には相反的に働く軟組織の被覆などの抵抗現象が、可及的に抑えられることからも、超電導という科学用語に見られるように「超」という接頭語をつけたとも言われる。インプラントを骨に埋入してからの初期の段階において、光機能化インプラントは、そうでないものと比較して、2.5倍から3倍以上の骨との接着強度を示すことが実証されている[4][13][14]。

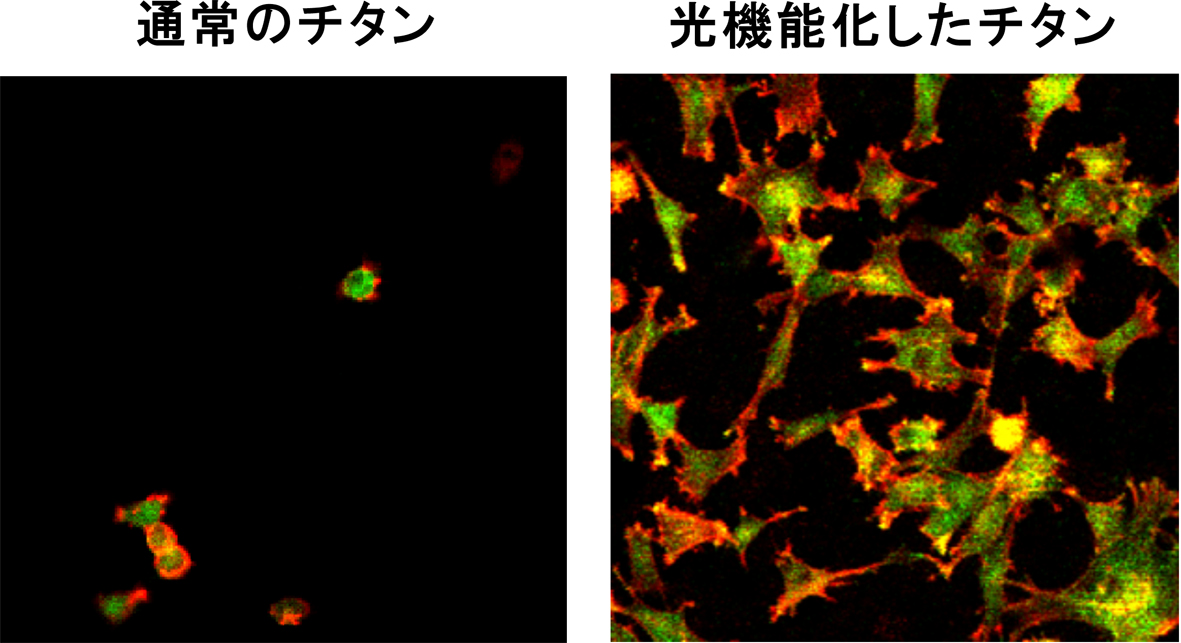
図2

図2 骨芽細胞を通常のチタンと光機能化したチタン面にそれぞれ培養して3時間後の顕微鏡写真。光機能化チタン面上には、圧倒的に多くの細胞が付着しており、また細胞突起を進展させ、機能状態も亢進している様子が観察される。
光機能化のメカニズムについては、チタン表面の超親水性の発現のほかに、生物学的老化（後述）に伴って付着したチタン表面の炭化水素が分解・除去されること、さらには、表面電荷の最適化が挙げられている[6][8]。これらの3要素すべてが満たされてはじめて光機能化と呼ばれる骨結合の増強効果が得られる[1][2]。例えば、高い親水性だけでは、チタンの骨結合能力を向上させる十分条件とはならない。
光機能化の効果について検証と発信を行っている光機能化バイオマテリアル研究会によると、光機能化として定義されているすべての要素、条件をすべて満たし光機能化の効果として基礎的にも臨床的にも検証されている機器は、現在のところセラビーム®アフィニー（ウシオ電機社製）のみである。チタン表面に照射する波長の適正化が十分でない光源では、光機能化による十分な効果は得られないことも分かっている。

## 臨床応用
インプラントの光機能化の研究では、さまざまな臨床的効果が報告されている。インプラントの成功率は、世界的にみても、骨造成などの付随外科処置を伴わない比較的単純な症例において、92％程度とされている[15-17]（Academy of Osseointegrationインプラントサミット）。言い換えると、8％は骨との接着が不十分で失敗するということになる。それと比較して、光機能化したインプラントの成功率は99.7％と向上し、失敗率は0.3％にまで減少したことになる[18]。
一方、付随外科処置が必要な難症例においては、これまでの成功率は文献的に85－90％とされているが[16][17][19]、このような難症例を3分の1以上含み、即座に歯を造るという難しい手法を半分以上含んだ患者群でさえ、光機能化を用いると成功率は98.7％程度と高く維持されることが示された[18][20] これらのデータは、同じ患者群に対して、光機能化の有無を並行して比べたものではなく、また何年後まで経過を追ったものか、データ採取時期も同一ではないが、参考データとしては非常に意義ある結果となっている。さらに、光機能化されたインプラントの骨内での安定度は、そうでないものと比べて、骨の状態によっては、3倍から30倍程度早いスピードで確立することが報告されている[21]。実際、歯を作成するまでに必要な治癒期間を半分程度まで短くしてもこれまでと同様の高い成功率を示すこともわかっている[20]。
また、動物実験においては、従来より40％短いインプラントでも、通常の長さのインプラントと同等の骨接着強度を示すことも示されており[22]、神経損傷など、合併症の可能性がより少ない短いインプラントの使用、いわゆる低侵襲インプラント治療の可能性を広げる手段としても期待されている。
光機能化の臨床への導入は、急速に進んでいて、国内での導入は、2012年8月現在で、一般開業医、大学病院を含めて、国内の約200施設で可能となっている（光機能化バイオマテリアル研究会）[23][24]。また、これまで1万本以上の光機能化インプラントが使われたとされ、来年以降は、国内で年間2万本のインプラントが光機能化されると予測されている。日本国内でのインプラント数は年間60万本であるため、30本に1本のインプラントに光機能化が施されると予測されている[23][24]。またインプラントの生物学的老化（後述）も含めて、光機能化に関する一般国民への情報の普及も進んでいる[23-29]。

## 最先端技術に関する多施設多角的研究の取り組み
2012年2月、光機能化サミットと題して光機能化インプラントに関する年次学術大会が開催された。光機能化バイオマテリアル研究会主催で、光機能化を行っている歯科医師と研究者による他施設・多角的研究のプロジェクトの途中経過が報告され、興味深い結果とインプラント臨床科学における国際的リーダシップに関する活発な討議が行われた。また会議の最後には、満場一致のコンセンサスが得られ、レポートとしてまとめられた[18]。以下はその抜粋である。
1. 光機能化は、現在のインプラント治療において、その改善および問題解決のために重要な役割を担っており、また、将来の治療にも大きな影響を及ぼすであろう。
2. 具体的に、光機能化は、
  - インプラント生存率の向上、治癒期間の短縮、ならびに難症例における適応症の拡大に貢献するであろう。
  - インプラント治療における、選択肢の拡大、新たなパラダイムの構築に寄与するだろう。また、これには、ソフトテイッシュインテグレーションの獲得など新規な臨床効果への潜在性も含まれる。

## インプラント科学、治療学、および学術における光機能化の意義
インプラントが骨と結合する能力に関して、インプラント表面積に対する造られた骨の比、つまり、骨インプラント被覆率は、いくら治癒期間をまっても、通常45－65％であり、最も高い場合でも70％程度にとどまるのがこれまでの報告である[30-33]。つまり、理想的な100％被覆は得られないというのが、インプラント科学の共通の理解であり、技術的な限界でもあるとされてきた。インプラント治療の失敗はインプラント周囲の不十分な骨被覆、あるいは何らかの要因による低下した骨被覆率によることから、この問題の克服は大きな課題であった。
光機能化は、近似100％の骨被覆率、事実上、最高のレベルの骨被覆を達成したという観点から、インプラント科学において現状打破的改善をもたらしたとされる。チタンと骨の骨接触、すなわち、骨結合（オッセオインテグレーション）の概念は、約50年以上前、スウェーデンの整形外科医ブローネマルク博士によって発見されたが、光機能化は、チタンの能力を最大限引き出す手法を用いることにより、骨結合の概念を大きく発展させ、ほぼ完成させたとも理解される。
もう一つ重要な科学的意義は、チタンの生物学的老化（バイオロジカルエイジング）の解決法として光機能化の位置づけである。近年、チタンあるいはチタンインプラントの、時間経過に伴う骨結合能力の著しい低下が報告された[1][2][5][34][35]。この思わしくない現象は、インプラントの使用前に起こるものであり、チタン、あるいはインプラントの生物学老化と定義された。
この生物学的老化は、材料学的には、時間経過に伴う、外界からチタン表面への継続的な炭素の付着とチタン表面の親水性の消失などで特徴化される。また生物学的老化は時間とともに進行するため、現状では、チタンの能力を最大限引き出せていないのではないか、あるいは、個々のインプラント間で潜在的に生じる骨結合能力の差があるのではないかという考察がなされた[1][2][5][20][23][34-37]。
その解決法として発見されたのが光機能化であり、チタンを適正な条件下の光で処理することにより、炭素を分解・除去し、さらに親水性も回復させることができる。もちろん前述のように、低下した骨結合能力も最大の状態まで増加させることが可能となった。
インプラントの治療学的にかんがみると、光機能化は、新たに浮上したチタンの生物学的老化の問題を克服し、常に高い生物学的能力のインプラントを、一貫して使用することを可能にした技術と考えることができる。また、世界には非常に多くの種類の表面形状をもつインプラントが存在する。光機能化は、これまでテストされたどの形状のチタンインプラントにも応用可能であることが示されていて、ユニバーサルな技術革新としても大いに期待されている[18]。
光機能化の発見ならびに発明は、学術的にもたいへん注目されている。まずは生体材料の分類としてチタンの位置づけである。これまでチタンは生体不活性と分類されてきた。積極的に細胞を付着させたりしないという意味である。しかし、光機能化によって、細胞やたんぱく質の付着は大幅に向上し、またこの現象を裏付けるメカニズムの多くが明らかになったことから、光機能化したチタンに特化しては生体活性とすべきであるという提案がなされた[1][6][10-14]。そして、チタンの生物学老化という新たな問題と、その解決法である光機能化は、ドイツ、オーストリア、スイスの国家教育要綱に公式に掲載された[38]。インプラント表面の違い、あるいは表面改質法による生物学的効果の有意な差や優劣を公の教育要綱が取り上げることはこれまで稀であった。今回の光機能化のこのような形での掲載は、光機能化の効果の高さとそれを支持する科学的エビデンスの質と量が認められた結果かもしれない。実際、光機能化に関する論文は、米国・世界インプラント学会Academy of Osseointegrationより、最高論文賞の名誉を受け、William R. Laney賞を受賞している。その他、光機能化の発明者であるUCLAの小川隆広は、国際歯科研究学会IADR よりWilliam J. Gies 賞、米国補綴学会ACPの最高学術者（Researcher/Clinician）賞を受賞している。